# Twelfth Street Rag

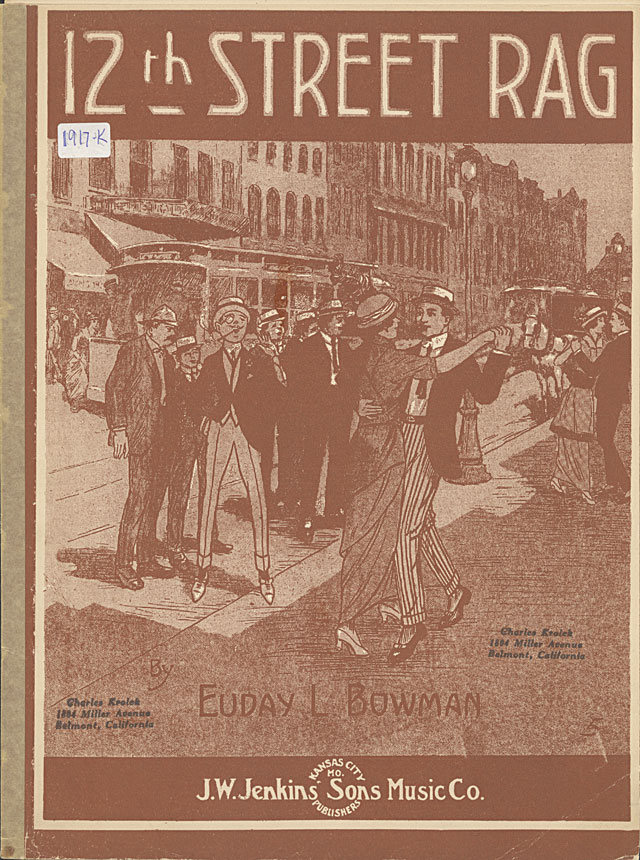
Okładka nut 12th Street Rag

Twelfth Street Rag (Ragtime Dwunastej Ulicy) – ragtime skomponowany w r. 1914 przez Euday L. Bowmana, Teksańczyka pracującego w Nowym Jorku. Utwór wykonywało wielu artystów, m.in. Louis Armstrong i Lester Young. Kompozytor sprzedał prawa do utworu firmie Jenkins Music Company za sto dolarów w r. 1948, długo po tym, jak utwór stał się wielkim przebojem.